# 北港梅田ハイタク事業協同組合
北港梅田ハイタク事業協同組合（ほっこううめだハイタクじぎょうきょうどうくみあい）は、大阪府の北港タクシーと梅田交通が中心となってハイヤー・タクシーを運営している事業協同組合。本部は大阪府大阪市住吉区。別名「北港梅田グループ」または「梅田交通グループ」。

## 概要
創業者は古知一郎。現在の代表取締役は、古知愛一郎。関連団体に大阪貯蓄信用組合がある。なお、東京都にあるイースタンモータースとイースタンエアポートモータースはかつては兄弟会社であったが、イースタンモータースは梅田交通グループ傘下、イースタンエアポートモータースは、日本交通傘下。
第一交通産業と並ぶ多くの会社を傘下に持っておりグループ別の保有台数は大阪府内で最も多い。東日本のタクシー会社も買収している。
日本タクシーグループの北港観光バスとは資本・人材とも一切関連がない。こちらも大阪市に本社があるので注意を要する。
梅田交通グループの毎日交通と毎日タクシー（いずれも日本交通グループ東京・日本交通提携）（いずれも大阪）は、愛知県名古屋市の毎日タクシーグループ、ならびに東京都の毎日タクシー（日本交通提携）とは関係がない。

## 拠点

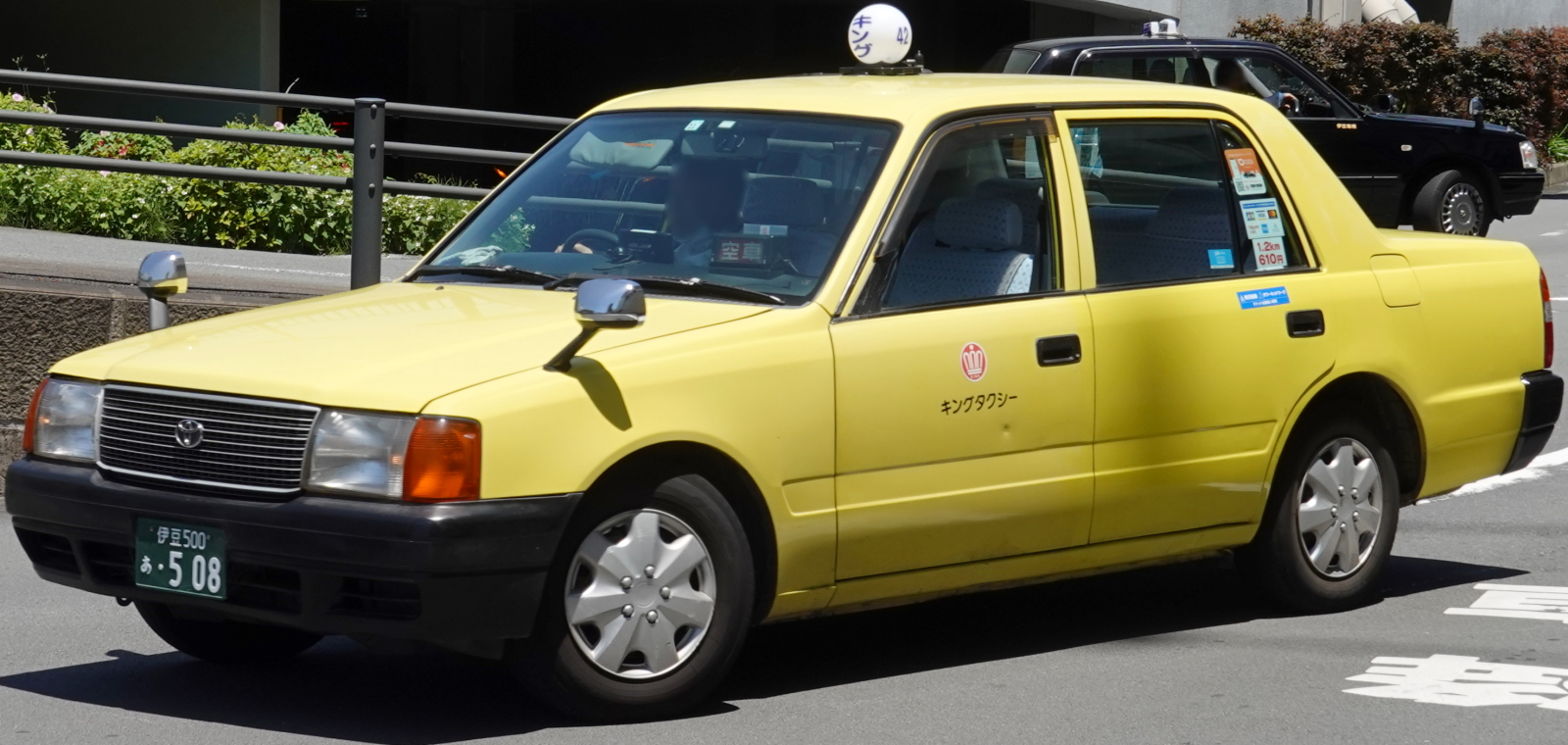
キングタクシー

### 秋田県
- 秋田梅田交通株式会社（秋田市新屋大川町）
- 新昭和タクシー株式会社（潟上市）
- 本荘タクシー株式会社（由利本荘市後町）

### 群馬県
- 三山タクシー株式会社（高崎市本町 シンセイタクシー株式会社が2022年1月21日社名変更[1]。かってはコウヨウタクシー株式会社も同グループとして営業していた。）

### 埼玉県
- 大宮タクシー株式会社イースタン（さいたま市北区吉野町） - 飛鳥交通と共同配車

### 千葉県
- エムテイ有限会社イースタン（船橋市二和西）
- マツドタクシー株式会社イースタン（松戸市紙敷）
- 和光タクシー株式会社（千葉市稲毛区園生町）

### 東京都
- イースタンモータース東京株式会社
  - 本社 （江東区新木場）
  - 世田谷営業所 （世田谷区千歳台）
  - 羽田営業所 （大田区本羽田）
  - 浮間営業所（北区浮間）
- イースタンマネージ株式会社
  - 赤羽営業所 （北区赤羽南）
- ネクスト株式会社 （江東区新木場 旧社名：東京梅田ネクスト株式会社←イースタン交通株式会社）
- ABC交通株式会社（板橋区大原町）
- みなとタクシー株式会社（板橋区前野町） - チェッカーキャブ・東京無線所属
- 東京梅田交通株式会社（足立区花畑） - 日本交通提携
- 東京梅田交通第二株式会社（旧社名：イースタンハイヤー株式会社） - 日本交通提携
  - 亀戸営業所 （江東区亀戸）
  - 亀有営業所 （足立区中川）

東京特別区・武三交通圏内所在のグループ会社のうち、みなとタクシー・東京梅田交通・東京梅田交通第二を除く事業者でイーエム無線協同組合を組織している。東京梅田交通は同じ敷地内に所在した平成タクシーを統合。
- イースタンモータース調布株式会社 調布営業所 （調布市国領町）

### 神奈川県
- カナガワ交通株式会社イースタン本社営業所（横浜市栄区飯島町）- 2024年8月16日、日本交通横浜提携[2][3]
- 向ヶ丘交通株式会社イースタン（川崎市高津区上作延）- 2024年8月16日、日本交通横浜提携

### 静岡県
- キングタクシー
  - 本社（熱海市福道町）
- 丸新交通
  - 本社（藤枝市八幡）
- 日の丸交通
  - 本社（静岡市清水区横砂西町）
  - 静岡営業所（静岡市駿河区曲金）
- 三島合同タクシー
  - 本社・新宿営業所（駿東郡清水町新宿）
  - 沼津営業所（沼津市御幸町）
  - 長泉営業所（駿東郡長泉町納米里）
  - 田京営業所（伊豆の国市田京）
  - 裾野交通（裾野市伊豆島田）
- 御前崎タクシー
  - 本社（御前崎市白羽）

### 和歌山県
- 伸光タクシー（和歌山市小雑賀）

### 京都府
- 近畿自動車
  - 吉祥院営業所（京都市南区吉祥院新田弐ノ段町）
  - 唐橋営業所（京都市南区唐橋門脇町）
- ケイテイ株式会社
  - 本社（京都市南区八条通大宮西入八条町）
  - 山科営業所（京都市山科区勧修寺東金ヶ崎町）

### 大阪府
- 青空交通（大阪市生野区巽南）- 交友会[注釈 1]所属
- 梅田興業（大阪市西淀川区姫島） - 関協[注釈 2]所属
- 梅田交通 - 関協所属
  - 本社（大阪市住吉区長居西）
  - 江坂営業所（吹田市江坂町）
  - 豊中営業所（豊中市原田南）
  - 淀川営業所（大阪市淀川区加島）
- 梅田交通第二（豊中市原田南） - 関協[注釈 2]所属
- 梅田交通第三（大阪市平野区長吉六反） - 関協[注釈 2]所属
- 梅田自動車交通（同） - 交友会所属
- 梅田タクシー（東大阪市菱江）- 交友会[注釈 1]所属
- 門真交通（門真市柳田町） - 関協[注釈 2]所属
- 近畿交通（池田市豊島南） - 大協[注釈 3]所属
- 極東交通（東大阪市渋川町） - 関協[注釈 2]所属
- 金星タクシー（大阪市浪速区敷津西) - 親交会[注釈 4]所属
- 幸福交通（大阪市淀川区新高） - 関協[注釈 2]所属
- さかい交通（堺市中区土塔町）
- さかいタクシー（堺市中区土塔町）
- 敷津タクシー（大阪市浪速区）
- 新梅田交通（大阪市住吉区長居西) - 交友会[注釈 1]所属
- 新泉北タクシー（大阪市淀川区新高）- 交友会[注釈 1]所属
- 平野交通（大阪市平野区長吉六反）
- 北港タクシー - 交友会[注釈 1]所属
  - 本社（大阪市北区西天満）
  - 新大阪駅営業所（大阪市淀川区西宮原）
- 北港タクシー第二（大阪市西淀川区千舟）- 交友会[注釈 1]所属
- 北港タクシー第三（大阪市平野区長吉六反）- 交友会[注釈 1]所属
- 毎日交通 - 東京・日本交通提携[4]
  - 本社（大阪市淀川区新高）
  - 門真営業所（門真市柳田町）
  - 敷津営業所（大阪市浪速区敷津西）
  - 豊中営業所（豊中市上津島）
- 毎日タクシー（大阪市淀川区新高）- 東京・日本交通提携
- 淀川交通（大阪市淀川区田川北）

### 兵庫県
- 三和交通（神戸市東灘区深江浜町）- 2024年7月22日、東京・日本交通提携[5][6]

### 岡山県
- 新中国交通
  - 本社（岡山市南区新保）
  - 倉敷営業所（倉敷市大島）